# Séverin de Cologne
 (juin 2022).
Si vous disposez d'ouvrages ou d'articles de référence ou si vous connaissez des sites web de qualité traitant du thème abordé ici, merci de compléter l'article en donnant les références utiles à sa vérifiabilité et en les liant à la section « Notes et références ».

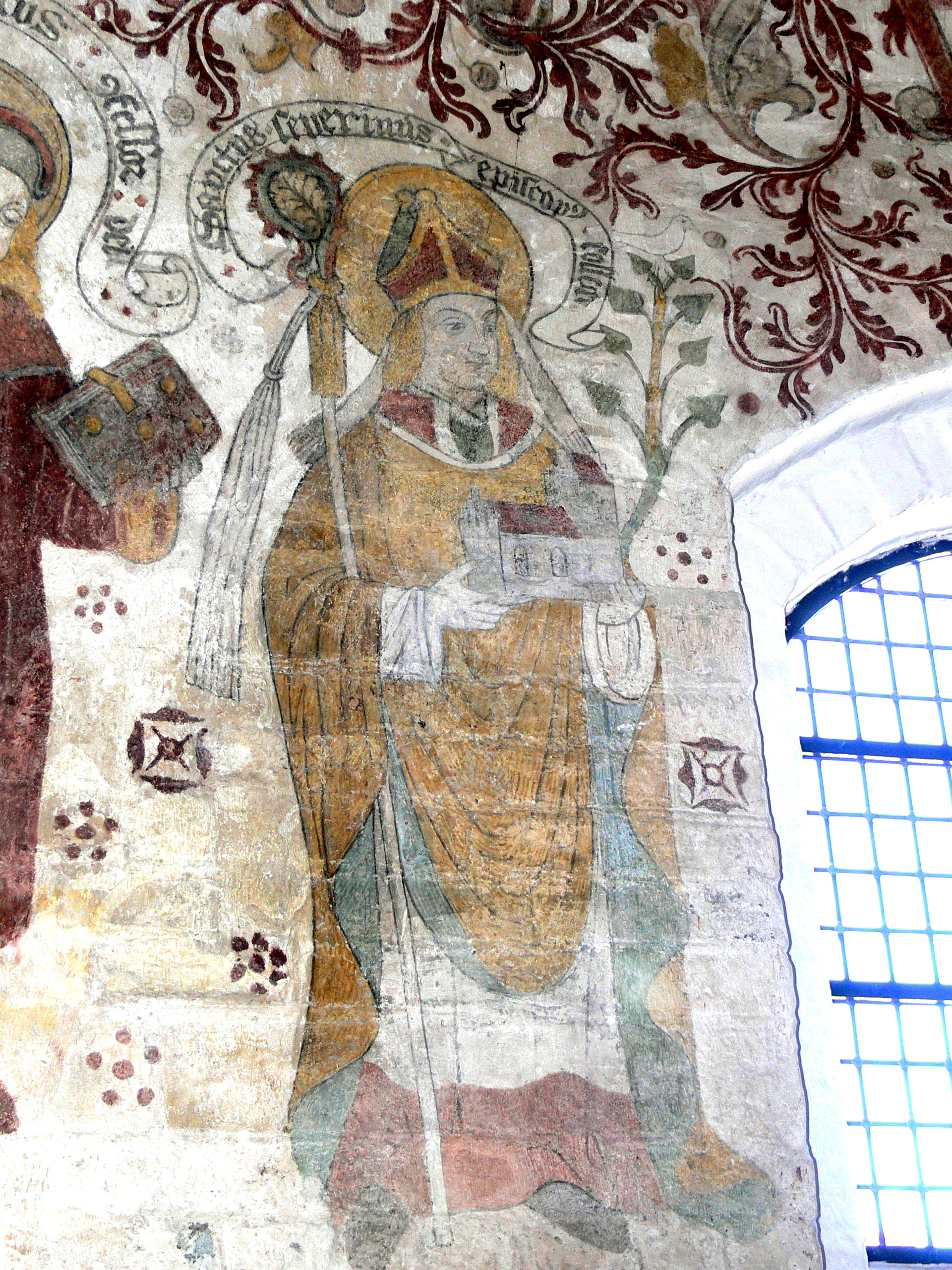
Fresque de saint Séverin de Cologne à Stubbekøbing.

Saint Séverin de Cologne est le troisième évêque connu de cette ville.

## Biographie
En 376, il aurait consacré à Cologne un monastère en l'honneur de deux martyrs, le pape Corneille et Cyprien de Carthage.
En 397, selon Grégoire de Tours, il aurait entendu le chœur céleste des anges à la mort de Martin de Tours, son ami et se serait donc impliqué dans son œuvre caritative.
La Vie de saint Séverin, rédigée entre les VIIIe et Xe siècles, semblerait le confondre avec un saint Séverin, évêque de Bordeaux. Elle situe sa mort dans la ville française et son corps aurait été transféré plus tard à Cologne.

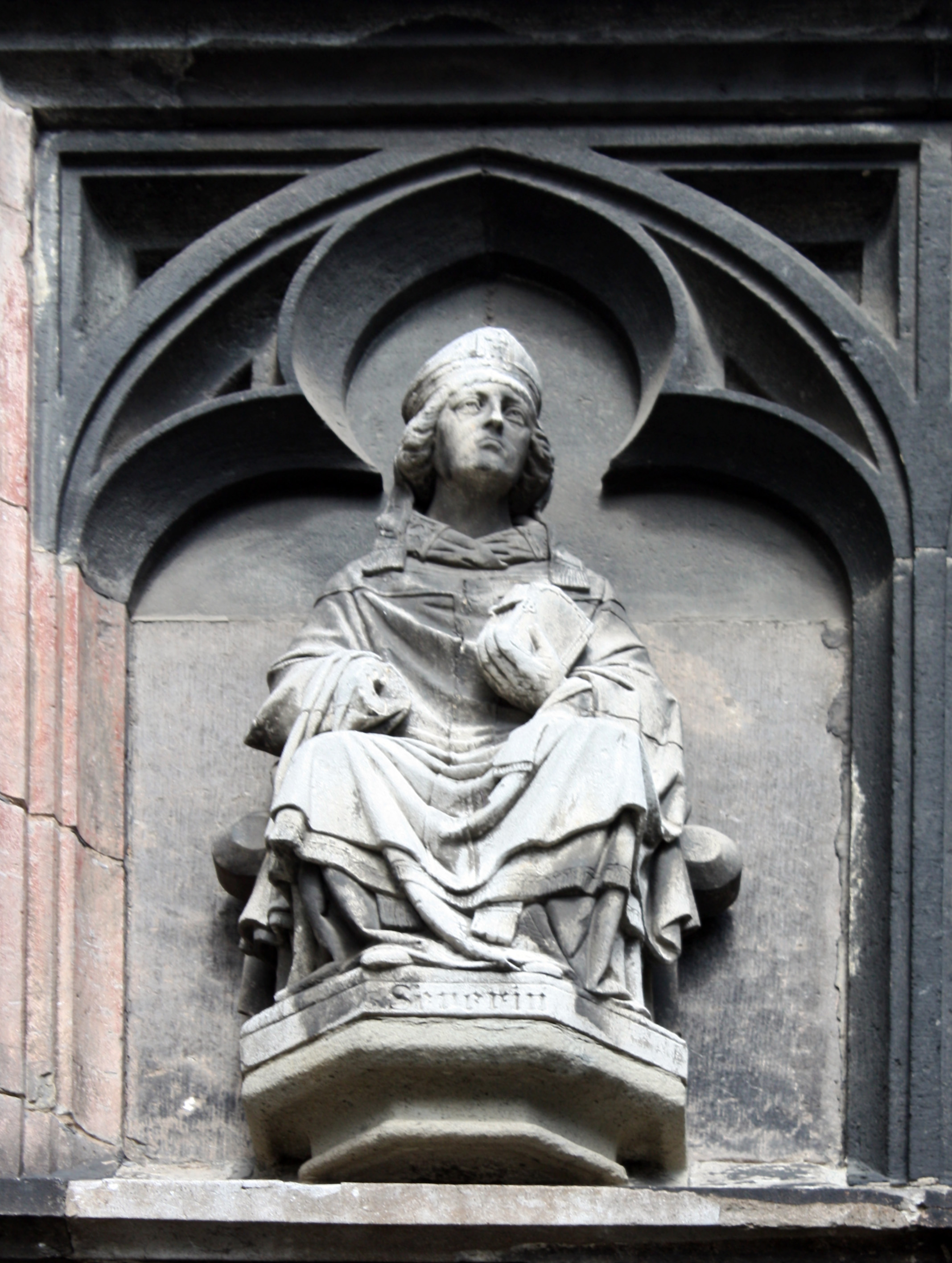
Statue de saint Séverin de Cologne à l'église Saint-Séverin de Cologne.

Des fouilles ont retrouvé un lieu d'enterrement d'un Séverin au sud de Cologne avec une plaque tombale indiquant une date de naissance. La légende commence avec cette stèle au VIIIe siècle. Les reliques sont conservées dans un reliquaire dorée dans le chœur de l'église Saint-Séverin de Cologne. Une ouverture du nouveau reliquaire de 1819 selon des analyses de dendrochronologie en 1999 confirme l'enterrement en 948 des restes par Wichfrid de Cologne, évêque de 924 à 953, dans un reliquaire en bois doublé à l'intérieur avec du tissu d'origine byzantine.

## Attributs
Les attributs de saint Séverin sont la crosse épiscopale et la mitre.

## Patronage
Saint Séverin est le patron de Cologne ainsi que des tisserands. On le prie pour la pluie en cas de sécheresse et sans doute aussi contre la malchance.

## Fête
Sa fête catholique a lieu le 23 octobre dans le calendrier romain. Sa fête orthodoxe est le 8 janvier.

## Dicton
« Quand vient la Saint-Séverin (23 octobre), vient les premiers frimas. »